# Minako with Wildcats
Cette page contient des caractères spéciaux ou non latins. S’ils s’affichent mal (▯, ?, etc.), consultez la page d’aide Unicode.
Minako with Wildcats est un groupe de rock japonais actif en 1988 et 1989. Le groupe est formé autour de la populaire chanteuse pop et idole japonaise Minako Honda, simplement renommée pour l'occasion Minako, et accompagnée du guitariste occidental Scott Sheets et de sept choristes féminines, surnommées Vivi, Pogy, Coco, Ena, Wendy, Elle, et Non. Minako Honda suspend donc sa carrière solo en perte de vitesse débutée en 1985, cherchant à changer de style à l'image des populaires groupes de rockeuses japonaises de l'époque Princess Princess et Show-Ya, avec qui Minako with Wildcats partage d'ailleurs l'affiche du festival de rock féminin Naon no Yaon en 1988. Deux des choristes quittent le groupe avant la sortie de son second album l'année suivante. Le groupe se sépare peu après faute de succès, et après un passage à vide, Minako Honda reprend sa carrière en solo en 1994 dans un style plus classique. Elle meurt de leucémie en 2005.